# SPEED Channel
Speed, noto anche come Speed Channel, è un canale via cavo e satellitare che trasmette principalmente dagli Stati Uniti. Il quartier generale è situato a Charlotte.
Il canale trasmette live la Formula 1, la serie NASCAR in associazione con la FOX e film come la serie Fast and Furious e altri TV-show di trattazione motoristica.
Nello specifico, SPEED è un canale molto affiliato alla NASCAR, tanto che trasmette tutte le prove libere, la maggior parte delle qualifiche e persino le gare di esibizione come la Gatorade Duel e la Sprint-All star race.

## Speed HD
Speed ha anche il proprio canale HD Speed HD che trasmette in 720p ed è stato lanciato l'8 febbraio 2008 sulla piattaforma satellitare DirecTV.

## Servizio Latino-Americano
Speed ha anche un canale in lingua spagnola che trasmette sempre la serie NASCAR, la Rolex Sports Car Series, l'American Le Mans Series, A1 Grand Prix e la NASCAR Mexico. Trasmette anche, ma in differita o in sintesi, la V8 Supercars, Deutsche Tourenwagen Masters, F3 britannica, FIA GT, AMA Supercross, Monster Jam.

## Programmi di SPEED
- American Thunder
- Barrett-Jackson LIFE on the BLOCK
- Barrett-Jackson: the Auctions
- Bullrun
- Busted Knuckles
- Car Crazy
- Chop Cut Rebuild
- Drag Race High
- Ferrari Legends and Passions (Ferrari Leggenda E Passione)
- Formula 1 Debrief
- For the Love of Racing
- Go or Go Home
- Hot Import Nights
- Hot Rod Television
- Inside Grand Prix
- Jacked: Auto Theft Task Force
- KIT-An Autobody Experience
- Livin' the Low Life
- Lucas Oil on the Edge
- MotorWeek
- My Classic Car
- NASCAR Classics
- NASCAR 39/10
- NASCAR Confidential
- NASCAR in a Hurry
- NASCAR Live!
- NASCAR Performance
- NASCAR RaceDay
- NASCAR Smarts
- NASCAR Trackside
- NASCAR Victory Lane
- NCWTS Setup (originariamente NCTS Setup)
- Pass Time
- Pimp My Ride
- Pinks!
- PINKS All Out
- PINKS All Outtakes
- Setup
- SPEED Test Drive
- SPEED Test Ride
- Stacey David's Gearz
- Super Bikes!
- SuperCars Exposed
- Survival of the Fastest
- The Motocross Files
- The Speed Report
- This Week in NASCAR
- Trackside
- Tradin' Paint
- Trippin' on Two Wheels
- Truck Universe
- Two Guys Garage
- Ultimate Factories
- Unique Whips
- WindTunnel with Dave Despain
- Wrecked - Life In The Crash Lane

## Serie motoristiche
- AMA Superbike
- AMA Supercross
- American Le Mans Series
- ARCA RE/MAX Series
- British Touring Car Championship
- FIM Superbike World Championship
- Championship Off Road Racing
- Continental Tire Sports Car Challenge
- Formula One (4 races per year on Fox)
- Formula D
- German Touring Car Championship
- GP2 Series
- IHRA
- Lucas Oil Off Road Racing Series
- Lucas Oil Late Model Dirt Series
- Monster Jam
- FIM MotoGP Series
- NASCAR Camping World Truck Series
- NASCAR Nationwide Series
- NASCAR Sprint Cup Series (Gatorade Duel at Daytona & Sprint All-Star Race)
- Porsche Racing Series
- Rolex Sports Car Series
- Star Mazda Series
- V8 Supercar Series (Australia)
- Volkswagen Jetta TDI Cup
- World of Outlaws